# Klaus Sammer
Klaus Sammer (27 de octubre de 1976) es un deportista austríaco que compitió en snowboard. Ganó una medalla de plata en el Campeonato Mundial de Snowboard de 1997, en la prueba de campo a través.

## Medallero internacional
| Campeonato Mundial | Campeonato Mundial   | Campeonato Mundial | Campeonato Mundial |
| Año                | Lugar                | Medalla            | Prueba             |
| ------------------ | -------------------- | ------------------ | ------------------ |
| 1997               | San Candido (Italia) | Medalla de plata   | Campo a través     |